# Mylothris rhodope
Mylothris rhodope is een vlindersoort uit de familie van de Pieridae (witjes), onderfamilie Pierinae.
Mylothris rhodope werd in 1775 beschreven door Fabricius.